# سيمون مورينو
سيمون مورينو (بالإسبانية: Simón Moreno Barroso)‏ هو لاعب كرة قدم إسباني في مركز الهجوم، ولد في 2 يوليو 1997 في كارتايا في إسبانيا. لعب مع نادي ألميريا.

## وصلات خارجية
- سيمون مورينو على موقع قاعدة بيانات كرة القدم.إي يو (الإنجليزية)
- سيمون مورينو على موقع Soccerway.com (الإنجليزية)